# Mariana Benítez Tiburcio
Mariana Benítez Tiburcio (Oaxaca de Juárez, 18 de marzo de 1978) es una abogada y política mexicana. Desde septiembre de 2024 es diputada del Congreso de la Unión por el partido Morena para la LXVI legislatura.

## Biografía
Es licenciada en Derecho por el Instituto Tecnológico Autónomo de México y maestra en Derecho por la Escuela de Derecho y Diplomacia de Fletcher, de la Universidad Tufts. También ha cursado diversos programas de estudios en la Universidad de Harvard y el CIDE.

## Carrera política
Inició su trayectoria profesional desde 1998 como litigante en materia constitucional, ámbito en el que se desempeñó hasta el año 2006 cuando tras participar en la promoción y litigio de la acción de inconstitucionalidad contra la llamada “Ley Televisa” (reformas a la Ley Federal de Telecomunicaciones y Ley Federal de Radio y Televisión), decide participar como asesora en el poder legislativo.
En 2006 fungió como Secretaria técnica de la Comisión de Gobernación de la Cámara de Senadores durante las LX y LXI Legislaturas.
En 2012 asumió el cargo de Secretaria técnica de la Mesa Directiva de la Cámara de Diputados en la LXII Legislatura.

### Procuraduría General de la República
El 5 de diciembre de 2012, Mariana Benítez fue designada como Subprocuradora Jurídica y de Asuntos Internacionalesde la PGR por el presidente de la República, Enrique Peña Nieto.
Como Sub procuradora, trabajó en la aprobación del Código Nacional de Procedimientos Penales, la Ley Nacional de Mecanismos Alternativos de Solución de Controversias,y otras reformas sobre el Nuevo Sistema de Justicia Penal Acusatorio. En la Procuraduría impulsó un nuevo sistema de desarrollo profesional de los Ministerios Públicos, Policías y Peritos, y promovió la elaboración de un Plan Nacional de Capacitaciónpara el personal de todas las procuradurías y fiscalías del país.
Como encargada de la agenda internacional de la Procuraduría General de la República, generó un replanteamiento en la cooperación internacional de la institución en la materia de procuración de justicia con países como Estados Unidos, España, Alemania, Inglaterra, y Centroamérica.

### Trayectoria Legislativa
Durante la LXIII Legislatura del Congreso de la Unión, fue diputada federal por el estado de Oaxacaen donde se desempeñó como presidenta de la Comisión Especial de Zonas Económicas, Secretaria de la Comisión de Hacienda y Crédito Público y de la Comisión Especial de Nochixtlán  y como integrante de las Comisiones de Desarrollo Social,Puntos Constitucionalesy de Delitos Cometidos por Razones de Género. De igual forma, presidió el Grupo de Amistad México-Noruega y participó como observadora del Congreso Mexicano en el Parlamento Centroamericano (PARLACEN).
Desde la Cámara de Diputados promovió iniciativas en materia de Derechos de Autor de las creaciones de pueblos y comunidades indígenas, reformas en materia penal relacionadas con delitos de violencia contra las mujeresy fue impulsora de las iniciativas en materia de Zonas Económicas, Especiales, Penal y Derechos Humanos.
Desde noviembre de 2021 se desarrollaba como diputada del Congreso del Estado de Oaxaca.

## Trabajo partidista
En 2008 fungió como Secretaria de la Mesa Nacional de Estatutos del PRI durante la XX Asamblea Nacional; ese mismo año fue consejera Política Nacional del PRI e Integrante de la Comisión Nacional de Procesos Internos.
Entre 2009 y 2011 se desempeñó como representante del PRI ante el Consejo General del Instituto Federal Electoral.
Secretaria General del Organismo Nacional de Mujeres Priistas (2017-2019).
En 2023, después de 15 años de militancia, renunció al PRI.

## Publicaciones
- La protección de los derechos político-electorales del ciudadano. Alcance de la Reforma Constitucional en materia electoral de 2007 (2008).[2]
- La reforma constitucional en materia electoral. Antecedentes y Entorno (2009).[2]
- Código Nacional de Procedimientos Penales Comentado (2015), junto a Gerardo Laveaga.
- Reforma Penal, 2008-2016. El Sistema Penal Acusatorio en México (2016).[23]

## Premios y distinciones
Se ha hecho acreedora a diferentes premios y reconocimientos entre los que destacan:
- Premio Vida, Flama y Mujer por la Universidad Autónoma de Nuevo León (2014).[2]
- Reconocimiento al Mérito Profesional por el Cabildo de Oaxaca (2014).[2]
- Distinción Gobernador Enrique Tomás Cresto - “Líderes para el Desarrollo Integral de Latinoamérica” por el Senado de la República de Argentina (2017).[24]
- Galardonada con el premio “Águila CANACINTRA al Mérito Legislativo” por su trabajo durante parlamentario durante la LXIII Legislatura, reconocimiento que entrega anualmente la Cámara Nacional de la Industria de la Transformación (2018).[2]